# Canton d'Angers-Trélazé
Le canton d'Angers-Trélazé est une ancienne division administrative française située dans le département de Maine-et-Loire et la région Pays de la Loire.
Il disparait aux élections cantonales de mars 2015, réorganisées par le redécoupage cantonal de 2014.

## Composition
Le canton d'Angers-Trélazé se composait d’une fraction de la commune d'Angers et de quatre autres communes. Il compte 30 967 habitants (population municipale) au 1er janvier 2012.
| Nom                 | Code Insee | Intercommunalité              | Population (dernière pop. légale)                |
| ------------------- | ---------- | ----------------------------- | ------------------------------------------------ |
| Angers (chef-lieu)  | 49007      | CU Angers Loire Métropole     | Fraction : 11 249(2012) Commune : 151 056 (2014) |
| Andard              | 49004      | CC de la Vallée Loire-Authion | 2 511 (2013)                                     |
| Brain-sur-l'Authion | 49042      | CC de la Vallée Loire-Authion | 3 438 (2013)                                     |
| Sarrigné            | 49326      | CU Angers Loire Métropole     | 811 (2014)                                       |
| Trélazé             | 49353      | CU Angers Loire Métropole     | 13 580 (2014)                                    |

L'agglomération angevine se composait en 2014 de huit cantons : Angers-Centre, Angers-Est, Angers-Nord, Angers-Nord-Est, Angers-Nord-Ouest, Angers-Ouest, Angers-Sud et Angers-Trélazé.
L'ensemble de ces cantons comprenait les communes d'Andard, Angers, Avrillé, Beaucouzé, Bouchemaine, Brain-sur-l'Authion, Cantenay-Épinard, Écouflant, La Meignanne, La Membrolle-sur-Longuenée, Montreuil-Juigné, Pellouailles-les-Vignes, Le Plessis-Grammoire, Le Plessis-Macé, Saint-Barthélemy-d'Anjou, Saint-Lambert-la-Potherie, Saint-Sylvain-d'Anjou, Sarrigné, Trélazé, Villevêque.

## Géographie
Situé dans le centre du département, ce canton était organisé autour d'Angers dans l'arrondissement d'Angers. Sa superficie, est de moins de 92 km2, et son altitude varie de 0 mètre (Trélazé) à 64 mètres (Angers).
| Nom de la commune   | Surface (ha) | Alt. mini (m) | Alt. maxi (m) |
| ------------------- | ------------ | ------------- | ------------- |
| Andard              | 1 199        | 16            | 38            |
| Angers              | 4 270        | 12            | 64            |
| Brain-sur-l'Authion | 2 292        | 15            | 43            |
| Sarrigné            | 297          | 22            | 57            |
| Trélazé             | 1 220        | 0             | 45            |

## Histoire
Le canton d'Angers (chef-lieu) est créé en 1790. Initialement constitué en canton unique, il est éclaté en trois cantons en 1800 : Angers-Nord-Ouest (Angers-Ouest en 1964), Angers-Sud-Est (Angers-Sud en 1964) et Angers-Nord-Est. À sa création le canton d'Angers est rattaché au district d'Angers, puis en 1800 à l'arrondissement d'Angers.
En 1964 se rajoute un canton, pour en former au total quatre : Angers-Ouest, Angers-Sud, Angers-Nord, et Angers-Est (Angers-2 en 1973).

Puis en 1973, le redécoupage forme sept cantons, numérotés de 1 à 7 : Angers-1, Angers-2, Angers-3, Angers-4, Angers-5, Angers-6 et Angers-7.
C'est en 1982 que s'opère le dernier découpage : Angers-1 (1985, Angers-Nord-Est), Angers-2 (1985, Angers-Est), Angers-3 (1985, Angers-Sud), Angers-4 (1985, Angers-Centre), Angers-5 (1985, Angers-Trélazé), Angers-6 (1985, Angers-Ouest), Angers-7 (1985, Angers-Nord), Angers-8 (1985, Angers-Nord-Ouest).
Le canton d'Angers-Trélazé date de 1982, sous la dénomination initiale d'« Angers V ». Il se compose d'une partie du territoire d'Angers, et de la totalité des communes d'Andard, Brain-sur-l'Authion, Sarrigné et Trélazé. Il prit le nom d'Angers-Trélazé en 1985.
Dans le cadre de la réforme territoriale, un nouveau découpage territorial pour le département de Maine-et-Loire est défini par le décret du 26 février 2014. Le canton d'Angers-Trélazé disparait aux élections cantonales de mars 2015.

## Représentation
Le canton d'Angers-Trélazé est la circonscription électorale servant à l'élection des conseillers généraux, membres du conseil général de Maine-et-Loire. Il est rattaché à la deuxième circonscription de Maine-et-Loire.
| Période      | Période                    | Identité        | Étiquette | Qualité |
| ------------ | -------------------------- | --------------- | --------- | --- |
| 1985         | 1998                       | Hubert Grimault | UDF-CDS   | Secrétaire général du centre départemental de la transfusion sanguine de Maine-et-Loire Député (1988-2002) |
| 1998         | septembre 2007 (démission) | Marc Goua       | PS        | Retraité du secteur privé Député (2007-2017) Maire de Trélazé (1995- )                                     |
| octobre 2007 | 2015                       | Grégory Blanc   | PS        | chargé d’enseignement supérieur Adjoint au maire de Trélazé Elu en 2015 dans le Canton d'Angers-7          |

À la suite de la démission pour cause de cumul de mandats de Marc Goua, Grégory Blanc a été élu lors d'une élection partielle organisée les 30 septembre et 7 octobre 2007.

### Résultats électoraux détaillés
- Élections cantonales de 2004 : Marc Goua (PS) est élu au 1er tour avec 50,25 % des suffrages exprimés, devant Roch Brancour (UMP) (20,83 %) et Nadine Brucher (EELV) (9,58 %). Le taux de participation est de 62,8 % (11 861 votants sur 18 887 inscrits)[8].
- Élections cantonales de 2011 : Grégory Blanc (PS) est élu au 2e tour avec 75,98 % des suffrages exprimés, devant Pierre Bahain (UMP) (24,02 %). Le taux de participation est de 40,24 % (8 329 votants sur 20 696 inscrits)[9].

## Démographie
| 1990   | 1999   | 2006   | 2011   | 2012   |
| ------ | ------ | ------ | ------ | ------ |
| 25 150 | 28 497 | 30 610 | 30 617 | 30 967 |